# Ipomoea incisa
Ipomoea incisa är en vindeväxtart som beskrevs av Robert Brown. Ipomoea incisa ingår i släktet praktvindor, och familjen vindeväxter. Inga underarter finns listade i Catalogue of Life.